# HRC кулинарна академия
HRC кулинарна академия е първото специализирано кулинарно училище в България. Създадена е от HRC International – световна организация за обмен и подбор на кадри.
Обучението се води на английски език от шеф-инструктори с голям опит. Програмата по „Кулинарни изкуства“ е двугодишен курс на обучение, разработен от водещи международни кулинари и фокусиран върху практическата подготовка.
След успешно завършване на динамичния и интензивен курс на обучение, курсистите получават международно призната диплома по „Кулинарни изкуства“. Обучението в Кулинарната академия е признато както от Американската кулинарна федерация, така и от Световната асоциация на кулинарните общности Worldchefs, и отговаря на международните стандарти.

### База
Kулинарна академия HRC се намира на бул. Цар Борис III 59. Разполага с кухненски ателиета, шоколадова работилница, пекарна, демонстрационна зала, учебен ресторант, най-голямата кулинарна библиотека в страната, както и собствено студентско общежитие.

#### Стажове
Обучението в Академията включва 2 платени стажа във висококласни ресторанти в Европа и САЩ.

## Официален сайт
- HRC кулинарна академия